# Szentpéterfa
Szentpéterfa est un village de Hongrie, situé dans le département de Vas. Lors du recensement de 2008, il y avait 984 habitants.